# Baskinta
Baskinta (arabe : بسكنتا) est un village libanais de la région du Mont-Liban situé en moyenne montagne, a environ 30 kilomètres au nord-est de Beyrouth.
Sa superficie atteint 34,5 km².

## Monuments
La Croix de toutes les nations avec 73 mètres de hauteur, est la quatrième plus grande croix du monde.

## Tourisme
Le village se situe sur le trajet du Lebanon Mountain Trail, sentier de grande randonnée qui parcourt tout le massif du Mont Liban.